# Renée Arend
Renée Jeanne Thill-Arend (Luxemburg-Stad, 1937) is een Luxemburgs keramist en kunstschilder.

## Leven en werk
Renée Arend is een dochter van schrijver en literatuurcriticus Alphonse Arend (1907-1987) en Jeanne Marguerite Welter. Ze werd opgeleid aan de École des Arts et Métiers in Luxemburg, de academie in Saarbrücken en de École des beaux-arts in Parijs. Van 1958 tot 1963 was ze keramiekdocent aan de École des Arts et Métiers. In 1960 trouwde ze met Pierre Thill.
Arend maakte keramiek en abstracte schilderijen. Ze exposeerde haar werk meerdere malen, onder andere tijdens een duo-expositie met Lou Kreintz in galerie La Cimaise de Luxembourg in Parijs (1958), tijdens de jaarlijkse salons van de Cercle Artistique de Luxembourg (1958-1960) en bij een expositie met Lars Bo, Ben Heyart, Charles Kohl, Yola Reding in Galerie Le Studio in Luxemburg (1960-1961). In 1968 had ze met de Luxemburgse keramisten Léon en Jeanne Nosbusch, Jean en Robert Peters, Aurelio en Bettina Sabbatini, Corneille Schwenninger en Jos en Fernande Welter-Klein een expositie in Nospelt. Haar werk is opgenomen in de collecties van het Musée National d'Histoire et d'Art, het Kunstmuseum aan Zee in Oostende en het keramiekmuseum in Genève.
- Musée national d'archéologie, d'histoire et d'art: lkl009485